# Кастель-ді-Сангро
Кастель-ді-Сангро, Кастель-ді-Санґро (італ. Castel di Sangro) — муніципалітет в Італії, у регіоні Абруццо, провінція Л'Аквіла.
Кастель-ді-Сангро розташований на відстані близько 135 км на схід від Рима, 90 км на південний схід від Л'Акуїли.
Населення — 6523 особи (2014).
Щорічний фестиваль відбувається 27 серпня. Покровитель — San Rufo.

## Демографія
Населення за роками:

Станом на 1 січня 2023 року в муніципалітеті офіційно проживав 401 іноземець з 43 країн, серед них 102 громадяни країн Євросоюзу та 16 громадян України.

## Сусідні муніципалітети
- Монтенеро-Валь-Кокк'яра
- Ріонеро-Саннітіко
- Ривізондолі
- Роккаразо
- Сан-П'єтро-Авеллана
- Сконтроне
- Вастоджирарді